# 中島英里子
中島 英里子（なかじま　えりこ、1981年6月9日 -）は茨城県出身の日本の柔道家。現役時代は48kg級の選手。得意技は寝技。身長164cm。

## 人物
小学校3年生の時に柔道を始めた。土浦第三中学2年の時には全国中学校柔道大会の48kg級で3位になると、3年の時には優勝を飾った。土浦日大高校2年の時には全日本ジュニアで2位になると、全国高校選手権では優勝した。3年の時には全国女子体重別で優勝を果たした。2000年に筑波大学へ進学すると、1年の時には全日本ジュニアと正力杯で優勝を飾った。続く世界ジュニアでは3位だったものの、世界学生では優勝を成し遂げた。2年の時には正力杯で2連覇を達成すると、全国女子体重別でも三井住友海上の真壁友枝を破って、2年ぶり2度目の優勝を飾った。3年の時には選抜体重別で決勝まで進むも、真壁に敗れた。卒業後はミキハウス所属になると、実業個人選手権で3位に入った。引退後は茨城県内の中学校で教員の職に就いた。

## 主な戦績
- 1995年 - 全国中学校柔道大会　3位
- 1996年 - 全国中学校柔道大会 優勝
- 1998年 - 全日本ジュニア　2位
- 1999年 - 全国高校選手権　優勝
- 1999年 - フランスジュニア国際　3位
- 1999年 - 全日本ジュニア　3位
- 1999年 - 全国女子体重別　優勝
- 2000年 - オーストリア国際　2位
- 2000年 - 選抜体重別　3位
- 2000年 - 全日本ジュニア　優勝
- 2000年 - 正力杯　優勝
- 2000年 - 世界ジュニア　3位
- 2000年 - 全国女子体重別　3位
- 2000年 - 世界学生　優勝
- 2001年 - オーストリア国際　3位
- 2001年 - 正力杯　優勝
- 2001年 - 全国女子体重別　優勝
- 2002年 - 選抜体重別　2位
- 2002年 - 学生体重別　3位
- 2003年 - 学生体重別　3位
- 2004年 - 実業個人選手権　3位

(出典、JudoInside.com)